# トレンチ調査 (考古学)

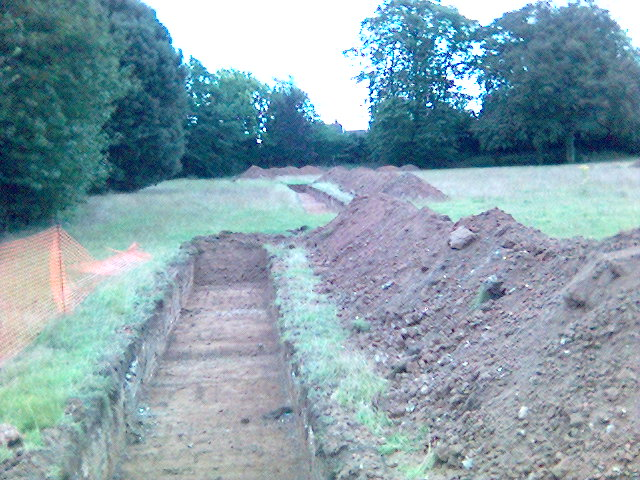
遺跡を確認するための試掘トレンチ

考古学におけるトレンチ（Trench,試掘坑,en：trial[test] trench ）とは、遺跡の有無や遺構の分布状況を迅速かつ安価に把握して、発掘調査や遺跡の性質を判断するために掘られる溝のことをいい、試掘調査（trial excavations）の方法のひとつである。具体的には表面の耕作土などを除去するために掘られる溝である。元々トレンチとは塹壕という意味での溝のことを指す。
また地質学において必要に応じて地震や活断層の履歴を知るために掘削する溝のこともトレンチという（トレンチ調査 (地質学)）。

## 概要

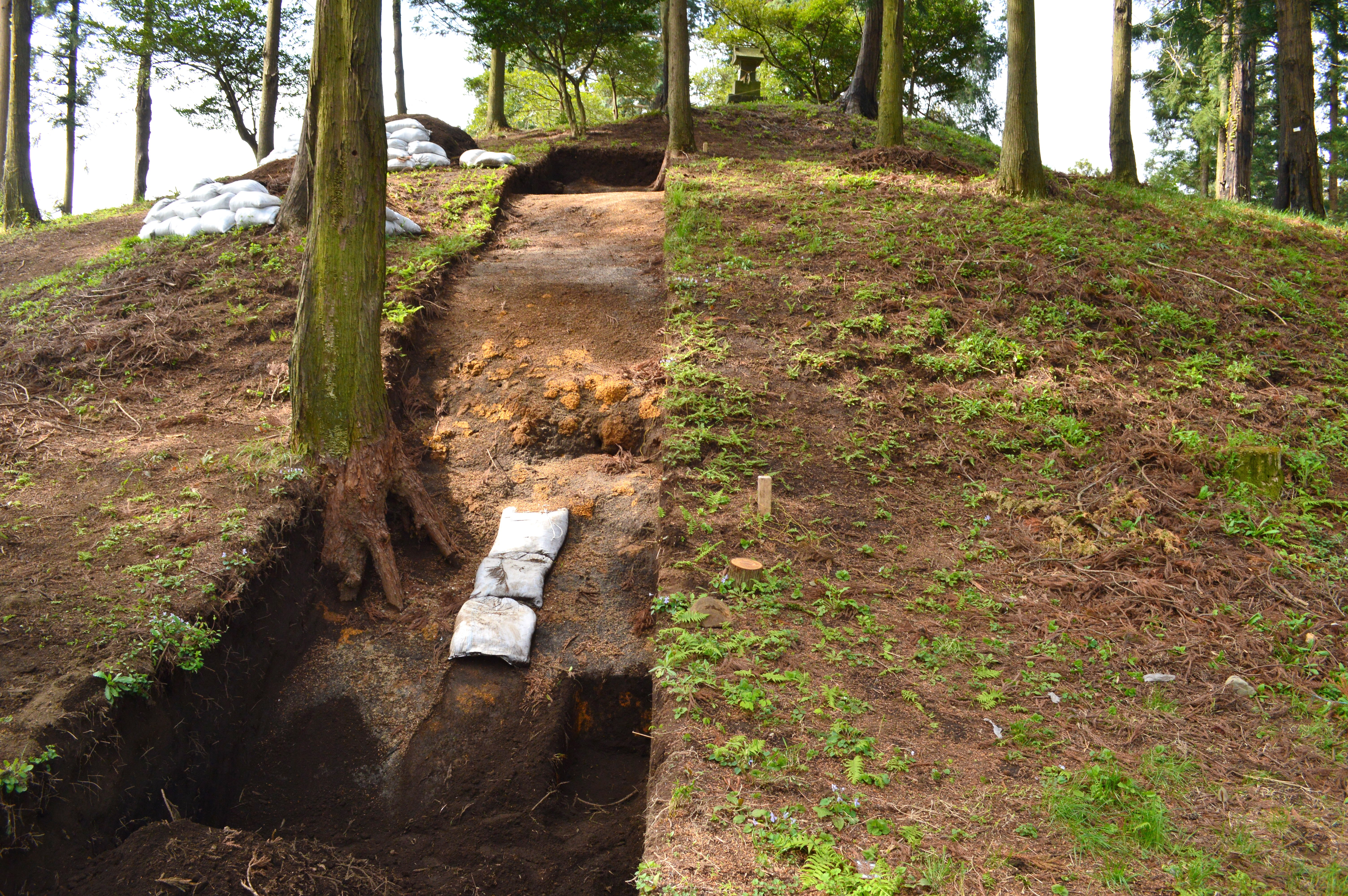
琵琶塚古墳の発掘調査のためのトレンチ

トレンチは、遺跡の範囲において調査しない範囲を残しつつ一定の幅で平行に設定されたり、古墳などの調査では縦断するように設定されることがある。多く見られるのが幅2mや1mのトレンチである。近年では、油圧ショベルなどの掘削機が表土をはがすために用いられ、遺構あるいは自然にできた風倒木痕などの坑を短時間に検出することができ、限られた範囲で遺跡の状況を把握するために活用されている。一方、場合によっては遺構が全く検出されないこともある。トレンチによる試掘調査の結果は、本格的な調査を行った場合にどの範囲まで調査すべきなのか、現に調査を行っている遺跡はどのくらいの重要性をもつのか判断する材料になる。
トレンチは、その位置、長さ、大きさ、設定する方向を任意に定めることができるという利点があり、狙ったところへ1本入れることにより、その遺跡の性格についての仮説の是非や調査の戦略をたてる上で大きな効果を期待できる。つまり、期待した遺構、遺物が検出される場合もあれば、全く遺構が検出されないというのも調査の戦略上大きな成果として期待できる。
トレンチを用いた試掘調査は、開発業者のために遺跡の価値や遺跡の全体的な規模を判断するためのサンプル調査という意味あいで行われることが多く、遺跡の保護につながるのかという議論がある。また、トレンチの配置やトレンチによるわずかな表土除去、たとえば5％ほど表土をはがしただけで遺跡の全貌がわかるのか、遺跡を残した先人たちの活動がどのように行われたのかということがトレンチによる試掘調査によって正確に把握できるのかどうか、開発行為は、埋蔵文化財を永久に破壊する行為であり、試掘調査の精度がどれだけ信用できるかといった議論は、埋蔵文化財の保護という観点から、世界的に重大な問題であるといえる。考古学の研究において、ある仮説が誤ったものであるかどうかということさえ証明できないような重大な失敗の数がどれほどの量になるかを見積もることは困難である。しかし、発掘調査期間中に過去の先人たちの活動について相対的で限られた範囲でしかさかのぼって再現できないとはいっても、ある程度の判断の材料になりうるのは確かである。

## 各国での状況

### 日本
日本では、1975年の文化財保護法改正に伴い、埋蔵文化財包蔵地の周知についていわゆる努力義務規定が定められた。これは、事実上の試掘調査の奨励であり、遺跡を全面的に方眼に区分するグリッド法に併用して、トレンチが効率的な試掘調査のために活用された。遺構が確認されるかどうかわからない場所については、トレンチ法が効率的であるため、バックホウを用いて、トレンチを掘り、狙った場所に遺構がないことを確認して、短い場合は、数時間または、数十分で迅速に処理する試掘調査が全国的に行われるようになった。試掘調査については、国庫補助制度が80年代から設けられて、各自治体の教育委員会から補助事業で行った試掘調査と一部の発掘調査について「市内遺跡」「町内遺跡」などの名前を関した発掘報告書が刊行されるようになった。このことは、市町村教育委員会に対し試掘・発掘調査を半ば義務づけることになり、開発者側に対する埋蔵文化財発掘届提出の義務と連動して埋蔵文化財行政をシステム化することにつながった。

### イギリス
イギリスでは、トレンチによる試掘調査の結果は、開発に先立って行われるあらゆる考古学、言い換えれば遺跡の調査に関する作業に必須の情報を提供するものとして位置づけられている。イギリスで、開発の前にトレンチによる試掘調査を行うことは、1990年のサッチャー政権時代に定められたPPG16と外郭公共団体であるBritish Haritage（イギリス国家遺産局）の出しているMAP2として知られる手引き書の Management of Archaeological Projects（考古学調査計画の運営について）によって法的に明文化されている。